# Ouranopithecus macedoniensis
Ouranopithecus macedoniensis là một loài tiền sử của Ouranopithecus từ Miocene muộn của Hy Lạp.

## Phát hiện và đặt tên
Loài này được biết đến từ ba địa phương ở phía Bắc Hy Lạp. Vị trí điển hình là Ravin de la Pluie. Các địa phương khác là Chalkidiki và Xirochori. Nó được biết đến từ một tập hợp lớn của hóa thạch sọ và vài sau sọ. Vật liệu này đã được đặt cho Miocene cuối 9,6 - 8,7 triệu năm tuổi, vì vậy hơi sớm hơn O. turkae.. Một số gợi ý này cho thấy O. turkae là hậu duệ trực tiếp của O. macedoniensis, mặc dù người ta thường chấp nhận rằng chúng là những phân loại của người chị em. Tên loài được đặt dựa theo tên vùng nơi đã phát hiện ra hóa thạch ở Macedonia thuộc Hy Lạp.